# Nossa Senhora das Dores (ort)
Nossa Senhora das Dores är en ort i Brasilien.   Den ligger i kommunen Nossa Senhora das Dores och delstaten Sergipe, i den östra delen av landet, 1 300 km nordost om huvudstaden Brasília. Nossa Senhora das Dores ligger 201 meter över havet och antalet invånare är 14 550.
Terrängen runt Nossa Senhora das Dores är platt. Närmaste större samhälle är Capela, 15,4 km öster om Nossa Senhora das Dores.
Omgivningarna runt Nossa Senhora das Dores är huvudsakligen savann. Runt Nossa Senhora das Dores är det ganska glesbefolkat, med 42 invånare per kvadratkilometer.